# Potamorrhaphis eigenmanni
El pez aguja es la especie Potamorrhaphis eigenmanni, un pez de agua dulce de la familia belónidos, distribuida por la cuenca fluvial de la parte alta del río Madeira y sus afluentes —el río Beni, el río Mamoré y el río Guaporé— entre Bolivia y Brasil, así como por zonas de Paraguay en los afluentes de la vertiente norte del río Paraguay y en el rio parana en Argentina .

## Importancia para el hombre
Es pescado para alimentación humana, alcanzando un valor alto en los mercados. Tiene potencial para su uso en acuariología.

## Anatomía
Con el cuerpo muy alargado y fino, de donde recibe su nombre común, la longitud máxima descrita es de 22,8 cm. No tiene espinas en ninguna de las aletas, siendo muy largas tanto la dorsal como la anal, con unos 30 radios cada una, lo que lo diferencia del muy parecido Potamorrhaphis guianensis con aletas de muchos menos radios.

## Hábitat y biología
Habita preferentemente cerca de la cabecera de ríos tropicales, con comportamiento pelágico. En la reproducción es una especie ovípara, con los huevos que pueden encontrarse enganchados a objetos en el agua mediante zarcillos en la superficie del huevo.